# ارنست کوتسلیچک
ارنست کوتسلیچک (آلمانی: Ernst Kozlicek; ۲۷ ژانویهٔ ۱۹۳۱) بازیکن فوتبال اهل اتریش بود.
از باشگاه‌هایی که در آن بازی کرده‌است می‌توان به باشگاه فوتبال لاسک، باشگاه فوتبال اشتورم گراتس، و باشگاه فوتبال آدمیرا واکر مودلینگ اشاره کرد.
وی همچنین در تیم ملی فوتبال اتریش بازی کرده‌است.